# Michael Riekenberg
Michael Riekenberg (* 30. November 1953 in Hannover) ist ein Historiker für die vergleichende Geschichtswissenschaft sowie die Geschichte Lateinamerikas. Seine Habilitationsschrift befasste sich mit der Nationbildung und der Geschichtskultur im La Plata-Raum im 19. Jahrhundert. Er veröffentlichte Arbeiten zur Geschichtskultur und zur Geschichte von Krieg und Gewalt in Lateinamerika wie auch Beiträge zur allgemeinen Gewalttheorie, so zum Bürgerkrieg und dessen Theorie, und gilt als einer der führenden Gewaltforscher zur Geschichte Lateinamerikas.

## Leben
Riekenberg promovierte 1984 an der Universität Hannover, 1994 habilitierte er sich an der Katholischen Universität Eichstätt mit einer Arbeit zur Geschichtskultur in der La-Plata-Region im 19. Jahrhundert.  Er lebte mehrere Jahre in Guatemala, wo er u. a. im Generalarchiv (Archiv General de Centro América) intensive Forschungen anstellte. Er vertrat zeitweise die Professur für Neuere und Neueste Geschichte an der Katholischen Universität Eichstätt. Des Weiteren war er Gastdozent an der Universidad de Buenos Aires sowie an der Universidad Católica in Santiago de Chile und hielt zahlreiche Vorträge an Universitäten in Lateinamerika. Seit 1995 war er bis zur Pensionierung Professor für Vergleichende Geschichtswissenschaft und Ibero-Amerikanische Geschichte an der Universität Leipzig.
Riekenbergs Buch Staatsferne Gewalt. Eine Geschichte Lateinamerikas (1500–1930) wurde im April 2015 von der Jury „Geisteswissenschaften International“ ausgezeichnet und auch auf Spanisch und Englisch veröffentlicht. Es gilt als ein Standardwerk zur Geschichte und Gegenwart der Gewalt in Lateinamerika. In dem Buch Gewalt. Eine Ontologie (2019) erarbeitet Riekenberg auf der Grundlage der Betrachtung amazonischer Kulturen eine allgemeine Gewalttheorie. In Über den Bürgerkrieg (2021) skizzierte er eine Theorie des Bürgerkriegs, in deren Zentrum die Figur des Störers steht. Seine Studie "Vom Sinn und Nutzen der Gewalt in Lateinamerika" (2023) befasst sich mit den historischen Hintergründen heutiger Gewaltexzesse in Lateinamerika, wie sie im mexikanischen Drogenkrieg zutage treten. Besondere Aufmerksamkeit widmet Riekenberg in seinen Studien zur Gewalt der Geschichte des Staates in Lateinamerika, sieht er doch in Auslassungen eines staatlichen Gewaltmonopols sowie insbesondere in dem Nebeneinander verschiedener Ordnungen, das der Staat toleriert, einen wichtigen Grund für die Ausbreitungen der Gewalttat in  öffentlichen Räumen Lateinamerikas.

## Schriften (Auswahl)

### Monographien
- Vom Sinn und Nutzen der Gewalt in Lateinamerika, Wehrhahn, Hannover 2023.
- Über den Bürgerkrieg. Wehrhahn, Hannover 2021.
- Gewalt. Eine Ontologie. Campus Verlag, Frankfurt/New York, 2019.
- Geteilte Ordnungen. Eine Geschichte des Staates in Lateinamerika, Campus Verlag, Frankfurt/New York, 2017.
- Staatsferne Gewalt. Eine Geschichte Lateinamerikas (1500–1930), Campus Verlag, Frankfurt/New York, 2014.
- Caudillismus. Eine kurze Abhandlung anhand des La-Plata-Raums, Leipziger Universitätsverlag, Leipzig 2010.
- Kleine Geschichte Argentiniens, C.H. Beck Verlag, München, 2009.
- Gewaltsegmente. Über einen Ausschnitt der Gewalt in Lateinamerika, Leipziger Universitätsverlag, Leipzig, 2003.
- Ethnische Kriege in Lateinamerika im 19. Jahrhundert, Verlag Hans-Dieter Heinz, Stuttgart, 1997.
- Nationbildung. Sozialer Wandel und Geschichtsbewußtsein am Río de la Plata (1810–1916), Vervuert Verlag, Frankfurt, 1995.
- Zum Wandel von Herrschaft und Mentalität in Guatemala. Ein Beitrag zur Sozialgeschichte Lateinamerikas, Böhlau Verlag, Wien/Köln, 1990.

### Herausgeberschaften
- Zur Gewaltsoziologie von Georges Bataille, Leipziger Universitätsverlag, Leipzig, 2012.
- Mithg. Von Kolumbus bis Castro. Aufsätze zur Geschichte Lateinamerikas (Hans-Joachim König), Verlag Hans-Dieter Heinz, Stuttgart, 2006.
- Geschichts- und Politikunterricht zeitgemäß? Fragen und Bemerkungen aus der Sicht der Regionalwissenschaften, Leipziger Universitätsverlag, Leipzig, 2005.
- (Mithg.) Kultur-Diskurs: Kontinuität und Wandel der Diskussion um Identitäten in Lateinamerika im 19. und 20. Jahrhundert. 24 Beiträge gewidmet Hans-Joachim König, Verlag Hans-Dieter Heinz, Stuttgart, 2001.
- Politik und Geschichte in Argentinien und Guatemala (19./20. Jahrhundert), Verlag Moritz Diesterweg, Frankfurt, 1994.
- Lateinamerika: Geschichtsunterricht, Geschichtslehrbücher, Geschichtsbewusstsein, Verlag Moritz Diesterweg, Frankfurt, 1990.

### Aufsätze
- zusammen mit Hartmut Keil: Aspekte kollektiver Gewalt in den USA und Lateinamerika, in: Lateinamerika und die USA im »langen« 19. Jahrhundert. Unterschiede und Gemeinsamkeiten, hg. v. Tobler, Hans Werner/Waldmann, Peter, Lateinamerikanische Studien, Bd. 36, Böhlau Verlag, Köln/Weimar/Wien, 2009.